# 释遍能
释遍能（1906年—1996年），俗名许指光，男，四川乐山人，中国佛教僧人，曾任中国佛教协会常务理事，四川省文史研究馆馆员。